# Тенмеи
Тенмеи (天明) је јапанска ера (ненко) која је настала после Анеи и пре Кансеи ере. Временски је трајала од априла 1781. до јануара 1789. године и припадала је Едо периоду. Владајући монарх био је цар Кокаку. Нова ера Тенмеи (у преводу "свануће") именована је како би се обележило крунисање новог цара Кокакуа.

## Важнији догађајиТенмеиере
- 1782. (Тенмеи 2): Настаје Тенмеи глад.
- 1782. (Тенмеи 2): Минамото но Масацуне предаје цару резултате анализе сребрњака Кине и Јапана.[3]
- 1783. (Тенмеи 3): Ерупција вулкана Асама из провинције Шимано однела је око 20.000 живота.[4] Ова природна непогода прогоршаће већ довољно лош проблем глади. Већина обрадивих земљишта у провинцији Шинано и Козуке биће неупотребљива следећих 4-5 година.[5]
- 1783. (Тенмеи 3): Судећи по истраживању из 20. века велика град Тенмеи ере се још више погоршала јер су се након осам година несрећа и природних катастрофа истрошиле све резерве хране.[6]
- 1784. (Тенмеи 4): Одржава се прослава у част Коба Даишија (Кукаија), оснивача Шингон будизма који је умро 950 година раније.[3]
- 1784. (Тенмеи 4): У присуству свога оца убијен је син шогуновог главног саветника Тануме Окицугуа у околини Едо замка, када се као „вакадошијори“ (млађи саветник) враћао са састанка. Иако се сумњало да су у тај чин умешани челни људи из владе, кажњен је само починилац. Као резултат тога Танума је блокирао либерализовање реформи у оквиру владе и олакшавање сакоку политике.[7]
- 17. септембар 1786. (Тенмеи 6, двадесетпети дан осмог месеца): Умире шогун Токугава Ијехару.
- 1787. (Тенмеи 7): Токугава Ијенари постаје једанаести шогун Токугава шогуната.[8]
- 1787. (Тенмеи 7): Куцуки Масацуна објављује Сеијо сенпу (Записи о западној монети), у којима је описао европску и колонијалну валуту.[9]
- 1788. (Тенмеи 7): Нереди у трговинама пиринчом у Еду и Осаки.
- 1788. (Тенмеи 8): Велики пожар Кјота. Ватра је настала око 3 сата ујутру, 6. марта (Тенмеи 8, двадесетдевети дан првог месеца) и наставила да неконтролисано гори све до 8. марта (Тенмеи 8, први дан другог месеца). Временом је почела полако да се гаси највише захваљујући киши која је пала 11. марта (Тенмеи 8, четврти дан другог месеца). Цар и његови званичници побегли су из Кјота а ватра је прогутала и палату. Ниједна друга рекострукција није могла да се започне док се палата поново не изгради. Холанђани у Нагасакију су оставили запис да су становници спаљеног подручја сматрали да је овај догађај некакав велики небески предзнак.[10]